# Marvin Bakalorz
Marvin Bakalorz (Offenbach am Main, 13 september 1989) is een Duits voetballer die bij voorkeur als centrale middenvelder speelt. Hij verruilde in 2016 SC Paderborn 07 voor Hannover 96.

## Clubcarrière
Balakorz debuteerde in 2008 in het eerste elftal van Preußen Münster. In 2010 trok hij naar Borussia Dortmund, waar hij bij het tweede elftal aansloot. In 2013 trok hij transfervrij naar Eintracht Frankfurt, waar hij weinig aan spelen toekwam. In januari 2014 trok hij voor zes maanden op uitleenbasis naar SC Paderborn 07, dat op dat moment in de 2. Bundesliga actief was. Aan het eind van het seizoen dwong de club promotie af naar de Bundesliga. Daarnaast slaagde de club erin om Bakalorz definitief over te nemen van Eintracht Frankfurt. In 2016 ging hij naar Hannover 96.
1 Zieler ·
2 Knight ·!
5 Neumann ·
6 Kunze ·
7 Ngankam ·
8 Leopold ·
9 Tresoldi ·
10 Rochelt ·
11 Lee ·
13 Christiansen ·
14 Chakroun ·
16 Nielsen ·
17 Wdowik ·
19 Uhlmann ·
20 Dehm ·
21 Muroya ·
23 Halstenberg ·
25 Gindorf ·
28 Ndikom ·
29 Oudenne ·
30 Weinkauf ·
32 Voglsammer ·
35 Wechsel ·
37 Ezeh ·
38 Momuluh ·
Coach: Breitenreiter